# Halecium annulatum
Halecium annulatum är en nässeldjursart som beskrevs av Torrey 1902. Halecium annulatum ingår i släktet Halecium och familjen Haleciidae. Inga underarter finns listade i Catalogue of Life.